# إدواردو فاليجو
إدواردو فاليجو (بالإسبانية: Eduardo Vallejo)‏ (2 أغسطس 1968 - ) هو ملاكم مكسيكي.

## وصلات خارجية
- إدواردو فاليجو على موقع بوكس ريك (الإنجليزية) (registration required)